# Crise de la lire turque

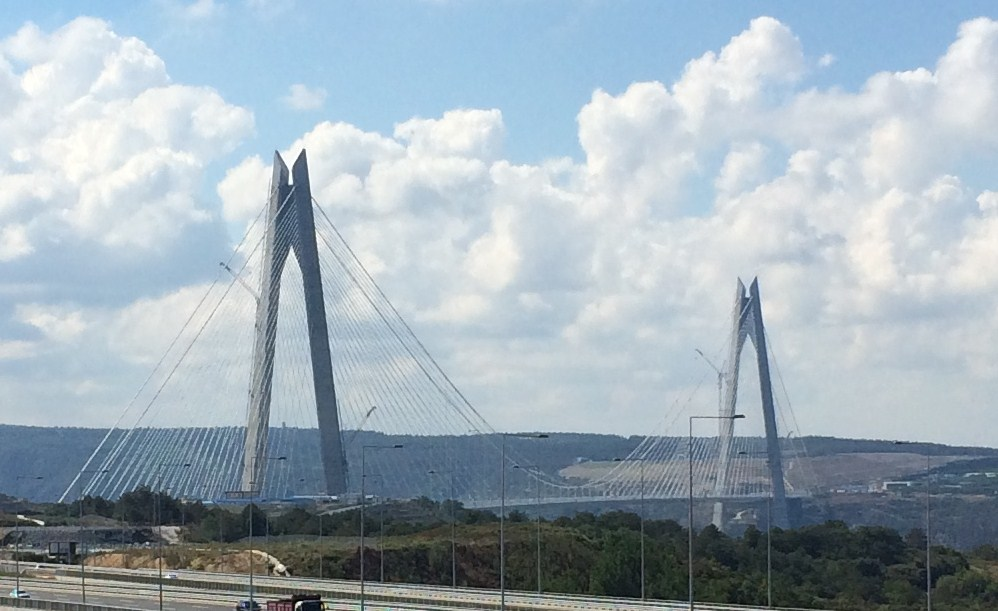
Pont Yavuz Sultan Selim, vue depuis la route de Poyrazköy

La crise de la lire turque de 2018 est une crise financière et économique ayant eu lieu en Turquie. Elle consista en une chute de la valeur de la lire turque (TRY), une hausse de l'inflation, une hausse des taux d'emprunt, puis des défauts de paiement. 
La crise fut provoquée par une balance des comptes courants largement déficitaire, une dette importante libellée en devises étrangères, ainsi que l'autoritarisme croissant du président Erdoğan,,,. Certains commentateurs insistent également sur l'influence macroéconomique des tensions géopolitiques avec les États-Unis, qui se sont traduites en 2018 par une hausse des barrières douanières sur l'aluminium et l'acier produits en Turquie.
La crise mit un terme à une période de surchauffe de l'économie turque, dont la croissance fut portée, sous les gouvernements dirigés par Erdoğan, par la spéculation immobilière financée par des acteurs privés étrangers ainsi que l'État turc.